# Charles Wheatstone
Sir Charles Wheatstone (n. 6 februarie 1802, Gloucester, Anglia, Regatul Unit al Marii Britanii și Irlandei – d. 19 octombrie 1875, Paris, A Treia Republică Franceză) a fost un om de știință și inventator englez.
Prin invențiile sale, cum ar fi: concertina, stereoscopul, cifrul Playfair, a devenit o personalitate marcantă a epocii victoriene.
Dar cea mai cunoscută dintre realizările sale o constituie puntea Wheatstone (în realitate, inventată de Samuel Hunter Christie), dispozitiv pentru măsurarea rezistenței electrice.
A adus contribuții și în domeniul telegrafiei.
Prin faptul că a descoperit și studiat liniile spectrale, poate fi considerat și un precursor al spectroscopiei.

## Legături externe
- Biographical material at Pandora Web Archive
- Biographical sketch at Institute for Learning Technologies
- Gravesite in Kensal Green, London
- Charles Wheatstone at Cyber Philately
- Charles Wheatstone at Open Library